# Trigastrotheca nigricornis
Trigastrotheca nigricornis är en stekelart som beskrevs av Cameron 1910. Trigastrotheca nigricornis ingår i släktet Trigastrotheca och familjen bracksteklar. Inga underarter finns listade i Catalogue of Life.